# Chuyên viên lâm sàng
Chuyên viên lâm sàng là người hoạt động trong lĩnh vực chăm sóc sức khỏe, là người chăm sóc chính cho bệnh nhân tại bệnh viện, cơ sở điều dưỡng chuyên khoa, phòng khám hoặc ngay tại căn nhà của bệnh nhân. Chuyên viên lâm sàng có nhiệm vụ chẩn đoán và điều trị bệnh cho người bệnh. Ví dụ như bác sĩ, y tá, y tá thực tập và trợ lý bác sĩ đều là những chuyên viên lâm sàng. Một nhà bệnh học âm ngữ (SLP) là chuyên viên lâm sàng, nhưng phụ tá của nhà bệnh học âm ngữ (SLPA) lại không phải. Các chuyên viên lâm sàng phải trải qua những kỳ kiểm tra toàn diện để dược cấp phép hành nghề, một số hoàn thành chương trình đào tạo (thạc sĩ hoặc tiến sĩ) chuyên môn. Mặc dù chuyên viên lâm sàng phải tuân thủ nguyên tắc y học thực chứng (EBP) và y đức theo luật định hoặc do các hiệp hội nghề nghiệp đề ra, chuyên viên lâm sàng có thể hành nghề mà không chịu sự giám sát của bất cứ thể chế nào.